# آیشواری سینگ تومار
آیشواری پراتاپ سینگ تومار (زاده ۳ فوریه ۲۰۰۱) یک ورزشکار تیراندازی هندی از مادیا پرادش است که توسط OGQ پشتیبانی می‌شود. او در مسابقات تیراندازی قهرمانی آسیا ۲۰۱۹ در ماده تفنگ سه وضعیت ۵۰ متر مدال برنز را کسب کرد و سهمیه هند را در بازی‌های المپیک تابستانی ۲۰۲۰ کسب کرد. او نماینده هند در دومین المپیک خود در المپیک تابستانی ۲۰۲۴ پاریس خواهد بود. او در مسابقه تفنگ سه وضعیت ۵۰ متر مردان شرکت خواهد کرد.

## اوایل زندگی
تومار در روستای راتانپور، بخش خارگونه، مادیا پرادش، در خانواده ای کشاورز به دنیا آمد که کوچک‌ترین فرزند از سه فرزند بود. او اغلب با پدرش ویر بهادر، صاحبخانه، به شکار می‌رفت و از پسر عمویش ناودیپ سینگ راثور، دربارهٔ تیراندازی ورزشی یادمی‌گرفت. تومار در سال ۲۰۱۵ در آکادمی تیراندازی مادهیا پرادش در بهوپال شروع به آموزش کرد.

## حرفه
تومار در مسابقات تفنگ بادی قهرمانی آسیا ۲۰۱۹ در رشته تفنگ بادی ۱۰ متر نوجوانان به مدال برنز دست یافت. تومار در جام جهانی جوانان ۲۰۱۹ در زول، رکورد جهانی نوجوانان را در تفنگ سه وضعیت ۵۰ متر با امتیاز ۴۵۹٫۳ به ثبت رساند و مدال طلا را از آن خود کرد.
تومار در مسابقات تیراندازی قهرمانی آسیا ۲۰۱۹ دوحه با امتیاز ۴۴۹٫۱ در فینال به مدال برنز تفنگ سه وضعیت ۵۰ متر دست یافت؛ بنابراین او دومین سهمیه المپیک تابستانی ۲۰۲۰ هند در این رویداد و سیزدهمین در تیراندازی را در مجموع کسب کرد. او در مسابقه تیمی همان رشته به همراه چاین سینگ و پارول کومار برنز را به دست آورد.
تومار در مسابقات جام جهانی ۲۰۲۱ در دهلی نو با امتیاز ۴۶۲٫۵ در تفنگ سه وضعیت ۵۰ متر مردان طلا گرفت. او قبل از دور حذفی ایستاده ۱۵۵ امتیاز در زانو زدن و ۳۱۰٫۵ امتیاز در حالت درازکش به دست آورد و جواز حضور در بازی‌های المپیک تابستانی ۲۰۲۰ را به دست آورد.
تومار در مسابقات تفنگ سه وضعیت ۵۰ متر مردان با یک رکورد جدید جهانی نوجوانان در مسابقات قهرمانی جهان ۲۰۲۱ که در لیما، پرو برگزار شد، طلا گرفت.

## جوایز
- ۲۰۱۹: جایزه اکلاویا توسط دولت مادیا پرادش در روز ملی ورزش
- ۲۰۲۳: جایزه آرجونا.[۱۲]